# Бондочи (Валча)
Бондочи (рум. Bondoci) насеље је у Румунији у округу Валча у општини Копачени. Oпштина се налази на надморској висини од 308 m.

## Становништво
Према подацима из 2002. године у насељу је живело 159 становника, од којих су сви румунске националности.